# カクレクマノミ
カクレクマノミ（学名：Amphiprion ocellaris、隠熊之実、隠隈魚）は、スズキ目スズメダイ科クマノミ亜科に属する海水魚の一種。観賞用として人気が高い。浅海のサンゴ礁域でハタゴイソギンチャクなどと共生する。

## 形態

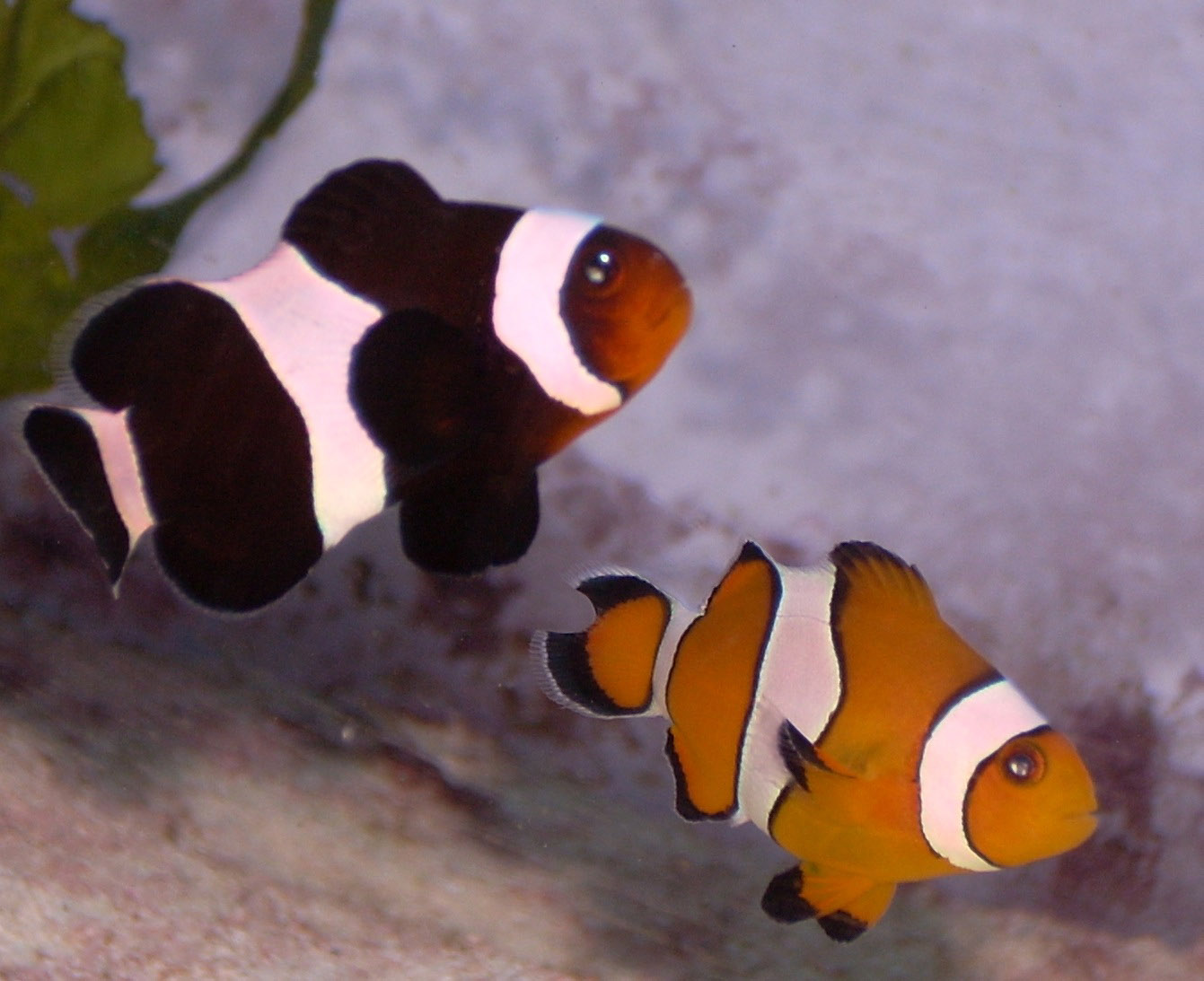
通常体色のカクレクマノミ（右）と黒化個体（左）

他のクマノミ類に比べると細長い体つきをしている。オレンジ色の体に3本の白い帯と黒いひれがあり、幼魚のときの体長は2センチほど、成長すると8センチメートルほどになる。近縁種のペルクラ（A. percula）とは似ているものの、体色や模様から区別が可能である。カクレクマノミはペルクラほど鮮やかな色をしておらず、背びれの鰭条の数が11本である（ペルクラは10本）。目についても両者では異なり、ペルクラの虹彩は明るいオレンジ色をしているため目が小さく見えるのに対し、カクレクマノミのそれは黒く、そのために目が大きく見える。オーストラリアのダーウィン周辺のサンゴ礁では稀に黒色色素が多いカクレクマノミが見られ、白い帯は通常と変わらないが、体色がオレンジ色ではなく黒から暗褐色である。

## 生態

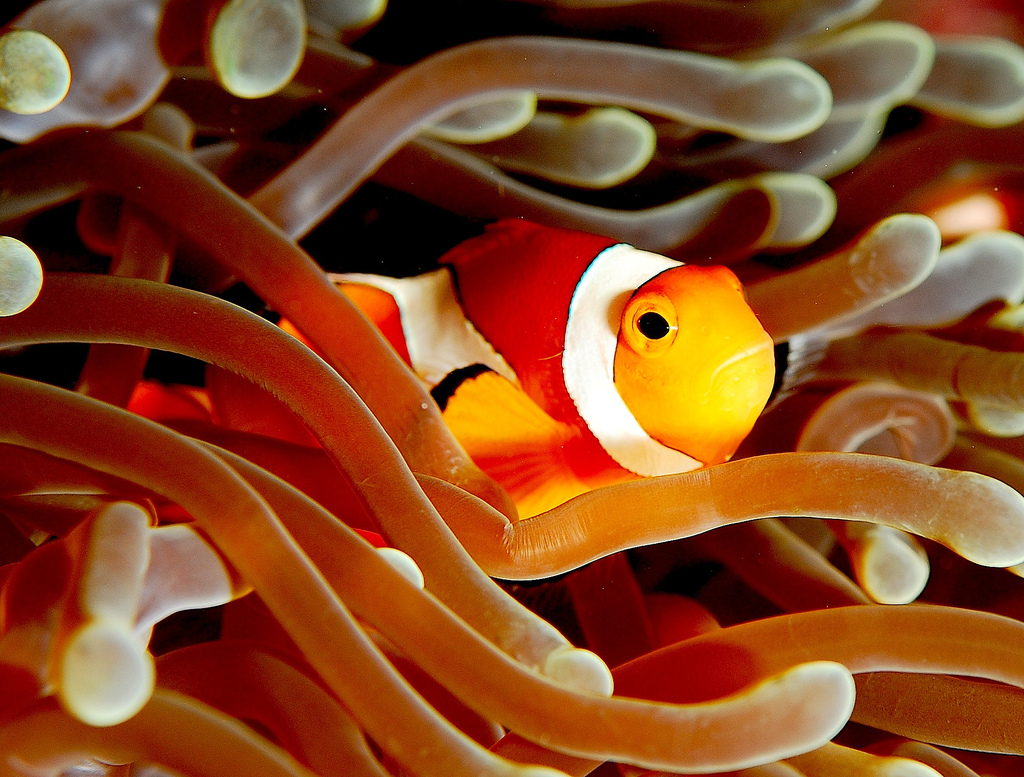
イソギンチャクの中にいるカクレクマノミ

雄性先熟の雌雄同体魚であり、生涯中にオスがメスに性転換する。
ふ化後、群れの中で1番大きい個体がメスに、2番目に大きい個体がオスに性転換し、その他は繁殖能力を持たない未成熟個体に留まる。
群れのメスが死亡するなどして不在になると、オスはメスに、1番大きい未成熟個体がオスに性転換する。
近縁種のペルクラと同様、センジュイソギンチャクなどのイソギンチャクと共生の関係にあり、住みかとして、また捕食者からの避難のために利用している。イソギンチャクの触手には刺胞（毒針）があるのだが、クマノミ類の魚はそれに耐性があるため、そのようなことが可能である。一般的に、カクレクマノミはペルクラよりも丈夫で、性格は若干大人しい。カクレクマノミは、彼らが住みかとしているイソギンチャクが食べ残したものを餌としている。

## 分布
インド太平洋、特にフィジーやトンガなどのサンゴ礁で見られる。日本では沖縄周辺、奄美大島以南で見ることができる。山口県長門市仙崎青海島でも確認されているが、飼育魚が放流された可能性が高いとしている。

## 人間とのかかわり
映画『ファインディング・ニモ』（2003年）に登場するキャラクターとして紹介され、一躍有名になった。ただし、ニモは生物学的にはAmphiprion perculaの特徴を備えている。詳しくはクマノミ亜科を参照。また、人工的に改良された品種も多く、白いバンドのふちがギザギザになったスノーフレーク・全身が真っ黒なミッドナイト・白いバンドがなく全身がオレンジ色のネイキッドなどの人工改良品種が存在している。

### 地球温暖化の影響
カクレクマノミが利用するイソギンチャクは、人為的な地球温暖化による海水温の上昇で白化し死亡するため、それに伴ってカクレクマノミも減少する可能性が指摘されている。
海洋熱波に適応するため、カクレクマノミの近縁種であるペルクラは体長を縮小させることが観察されている。

## 飼育

### 販売
海水魚店、ペットショップにて一般的に販売されている。繁殖された個体が販売されていることが多く、繁殖された個体のほうが一般的に安い。また、他のペット同様ヒレや体に傷が有る場合は安価で販売される。

### 最大全長
一般に15cm、ただし一部飼育書、入門書では30cmとも書かれている。

### 混泳
同種の混泳は条件付きで可能。ペアになると他のカクレクマノミを攻撃するため2匹での飼育が望ましい。複数飼育する場合は縄張りができないくらい多くの数を飼育すると問題なく飼育できる。他種と混泳する場合、カクレクマノミは温和な性格のため、基本的に問題ない。イソギンチャク、サンゴを食べることがないため同じ水槽に入れて問題ない。
イソギンチャクの種類により共生する。カクレクマノミはイソギンチャクの毒から身を守る耐性があるため共生可能なのである。共生可能なイソギンチャクの種類とされているのは、ハタゴイソギンチャク、シライトイソギンチャク、センジュイソギンチャク、サンゴイソギンチャクである。一方共生しないイソギンチャクは、ロングテンタクルアネモネ、イボハタゴイソギンチャク、タマイタダキイソギンチャクである。ただし、共生は個体差があるため共生するイソギンチャクの種類であっても共生しないこともあれば、逆のこともある。

### 餌
人工飼料、活、冷凍イサザアミ等。

### 水温
24℃前後が良いとされる。

### 水質
海水魚の中では丈夫な方であり飼育は比較的容易。逆にカクレクマノミが飼育できない水槽では他の海水魚の飼育は難しい。

### 繁殖
繁殖の方法は以下の通り。
1. 稚魚が大きく個人レベルでも餌を用意可能なため努力次第で繁殖が可能。
2. 繁殖させるためにはペアを最高の状態で飼う必要がある。強力な濾過、冷凍餌や生エサなどで十二分に餌を与え、安心感を与えるため水槽に他魚はいなくする。
3. 自然界ではイソギンチャクのすぐ近くの岩に卵を産む。水槽内では一度、卵を産んだ経験があればイソギンチャクは不要との意見もある。
4. 産んだ卵は親が世話をして、一週間程度で孵化する。
5. 水槽が暗くなって、1時間ほどしたら孵化するので、孵化が予想される日には照明が切れるタイミングで濾過も止める。
6. 孵化したら親に食べられないように稚魚を隔離する。このとき稚魚は少しの水流でも死んでしまうため、周りの水ごとプラスチックケースなどでそっとすくう。
7. 吸い込まれるので濾過は使えないためこまめな水換えを行う。
8. 餌は初期はワムシを培養し途中から生きたブラインシュリンプを与える。

## 外部サイト
沖縄本島のダイビングで撮影された、カクレクマノミの紹介記事。
カクレクマノミ 項